# Răchitoasa
Rachitoasa là một xã thuộc hạt Bacău, România. Dân số thời điểm năm 2002 là 5073 người.